# Wakasa-Bucht
Wakasa-Bucht (japanisch 若狭湾 Wakasa-wan) ist eine Bucht in Japan und erstreckt sich über die Küsten der Präfektur Kyōto und der Präfektur Fukui.

## Geographie
Zur Wakasa-Bucht gehört das Gebiet südlich der geraden Linie vom Kap Kyoga im Westen der Tango-Halbinsel bis zum Kap Echizen im Osten der Stadt Echizen. Dieses Gebiet umfasst etwa 2657 Quadratkilometer.
Weitere an der Bucht gelegene Städte sind Tsuruga im Osten, Obama  im Süden und Maizuru im Südwesten.